# Dougie Payne
Douglas Payne Jr., detto Dougie (Glasgow, 14 novembre 1972), è un bassista britannico, seconda voce della rock band scozzese Travis.

## Carriera
Payne è nato nella parte sud di Glasgow ed è stato educato alla Woodfarm High School. Ha studiato alla Glasgow School of Art, dove ha conosciuto il futuro cantante della band, Fran Healy . Insieme i due si unirono ai Glass Onion (dal nome di una canzone dei Beatles), di cui facevano parte Andy Dunlop e Neil Primrose, in seguito ribattezzandosi Travis.  Al momento della formazione della band, Payne non aveva mai toccato un basso in vita sua; per settimane ha rifiutato di farlo, prima di accettare.
Sebbene sia conosciuto per il suo modo di suonare il basso, la voce e i ghigni nei suoi numerosi servizi fotografici, Payne ha scritto canzoni proprie. Tracce come "The Score", "Know Nothing" e "Good for Nothing" sono state tutte scritte da lui e sono apparse come b-side nei singoli più recenti della band. Payne canta anche la voce solista su alcuni lati b, ad esempio "A Little Bit of Soul", il rovescio inverso di " Flowers in the Window ", e anche su "The Distance" . Ha anche scritto la canzone "Colder" che compare in The Boy With No Name e tre delle canzoni dal sesto album Ode a J. Smith, incluso il singolo Something Anything, che è il primo singolo dei Travis a non essere stato scritto da Fran Healy . Payne ha anche suonato il basso in gran parte dell'album The Divine Comedy Victory for the Comic Muse ed è apparso come cantante di supporto nella canzone Tumble and Fall dall'album dei Feeder Pushing the Senses .

## Vita privata
Payne si è sposato con l'attrice Kelly Macdonald nel 2003. Si sono separati nel 2017.
Nel novembre 2007, è stato annunciato sulla bacheca di Travisonline che sarebbe diventato padre per la prima volta. È stato l'ultimo membro dei Travis a farlo. Freddie Peter Payne, suo figlio, è nato il 9 marzo 2008. Il secondo figlio, Theodore William, è nato l'8 dicembre 2012.
Payne è un distaccato tifoso dei Rangers Football Club .